# Steven van Broeckhoven

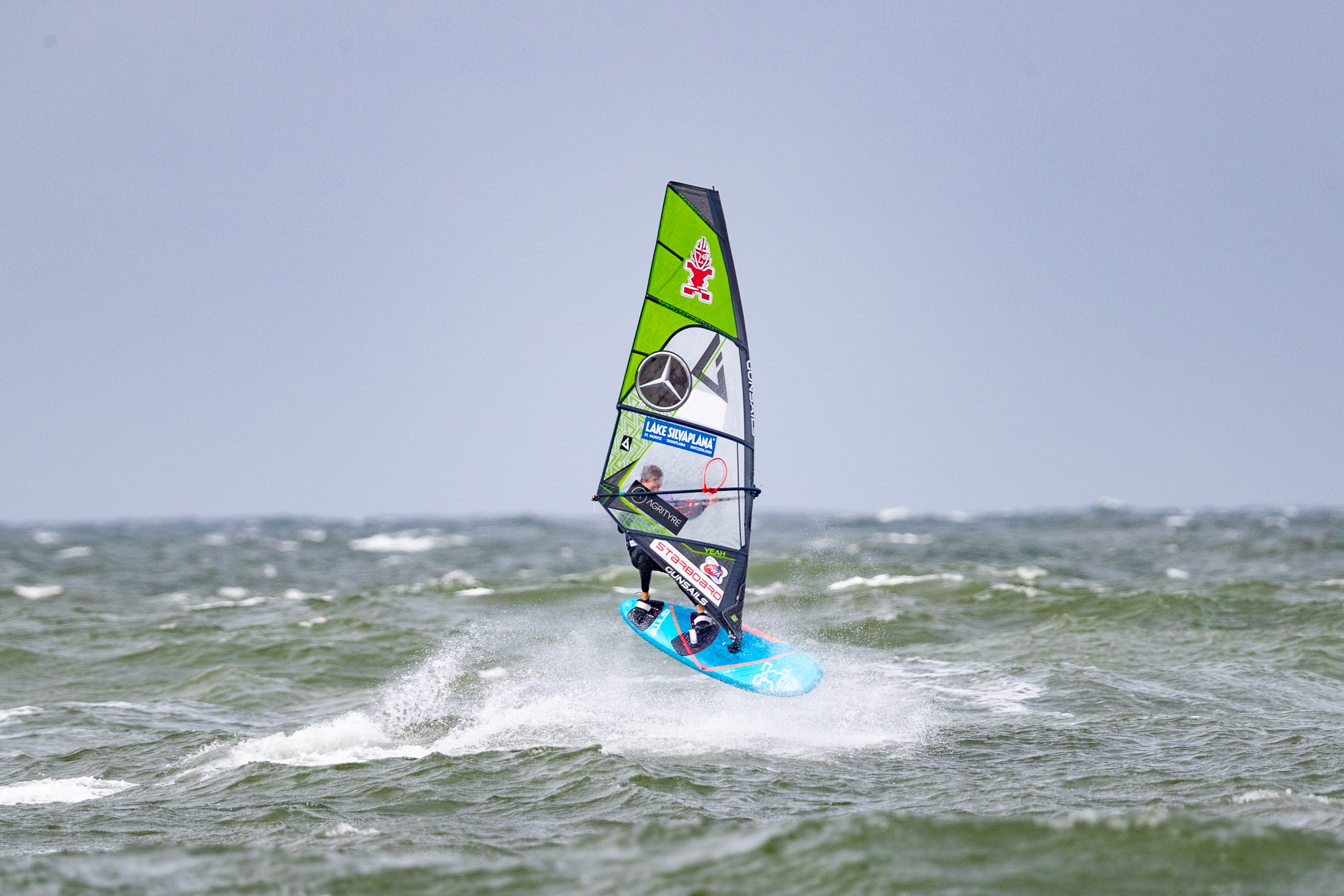
van Broeckhoven beim Windsurf World Cup Sylt 2019

Steven van Broeckhoven (* 27. September 1985 in Lommel) ist ein belgischer Windsurfer. Er gehört seit einigen Jahren zur Weltspitze im Freestyle und wurde in dieser Disziplin in der Saison 2011 auch Weltmeister.

## Biografie
Van Broeckhoven begann mit neun Jahren mit dem Windsurfen auf dem Vossemeren in seiner Heimatstadt Lommel, Belgien. 1998 reiste er erstmals in die Niederlande zum Brouwersdam. Dieser Spot wurden in den folgenden Jahren mehr und mehr zu seinem Heimatspot. Nachdem er 2007 in die European Freestyle Pro Tour (EFPT) einstieg konnte er bereits im kommenden Jahr den 4. Platz im Klassement erreichen. In diesem Jahr nahm er auch erstmals an einem Event des Windsurf World Cups teil und wurde bei diesem auf Anhieb 9. 2009 und 2010 konnte van Broeckhoven zweimal die EFPT gewinnen und wurde somit Europameister. Des Weiteren konnte er im World Cup bereits den 5. bzw. 4. Platz erringen.
Den bisherigen Höhepunkt seiner Karriere erreichte er 2011. In diesem Jahr konnte er den Freestyle Weltmeistertitel gewinnen. In den kommenden drei Jahren setzte er sich in der Weltspitze des Freestyles fest und wurde einmal dritter und zweimal zweiter des Endklassements des Worldcus sowie Sieger der EFPT 2013 und 2014. Nachdem im zu Beginn der 2015 ein Sieg gelang, verletzte er sich beim Training in Ägypten und konnte so nicht mehr in den Titelkampf eingreifen. Während er 2016 zum fünften Mal die EFPT gewann, konnte er im World Cup nicht wieder vollständig an die Weltspitze anknüpfen und errang nur den 8. Platz in der Freeytsle Wertung.
In der Saison 2019 konnte van Broeckhoven seinen fünften World-Cup-Sieg feiern und landete zum Saisonende auf dem dritten Platz der Freestylewertung. Diesen Erfolg wiederholte er 2022.

## Erfolge

### World Cup Wertungen
| Saison | Freestyle | Freestyle | Slalom | Slalom | Foil  | Foil   |
| Saison | Platz     | Punkte    | Platz  | Punkte | Platz | Punkte |
| ------ | --------- | --------- | ------ | ------ | ----- | ------ |
| 2008   | 29.       | 1721      | –      | –      | –     | –      |
| 2009   | 5.        | 5882      | –      | –      | –     | –      |
| 2010   | 4.        | 6135      | –      | –      | –     | –      |
| 2011   | 1.        | 10434     | –      | –      | –     | –      |
| 2012   | 3.        | 6069      | –      | –      | –     | –      |
| 2013   | 2.        | 6201      | –      | –      | –     | –      |
| 2014   | 2.        | 6135      | –      | –      | –     | –      |
| 2015   | 32.       | 2100      | –      | –      | –     | –      |
| 2016   | 8.        | 5361      | –      | –      | –     | –      |
| 2017   | 11.       | 1765      | 111.   | 480    | 22.   | 1720   |
| 2018   | 5.        | 19.150    | 111.   | 480    | 39.   | 15.700 |
| 2019   | 3.        | 28.850    | –      | –      | 18.   | 24.700 |
| 2021   | 5.        | 9.450     | –      | –      | –     | –      |
| 2022   | 3.        | 9.800     | –      | –      | –     | –      |
| 2023   | 4.        | 12.935    | –      | –      | –     | –      |

### World Cup Siege
Van Broeckhoven errang bisher 21 Podestplätze, davon fünf Siege:
| Datum                       | Ort         | Land       | Disziplin |
| --------------------------- | ----------- | ---------- | --------- |
| 29. April bis 4. Mai 2011   | Podersdorf  | Österreich | Freestyle |
| 19. bis 26. Juni 2011       | Noord       | Aruba      | Freestyle |
| 22. Juli bis 1. August 2011 | Costa Calma | Spanien    | Freestyle |
| 20. bis 25. April 2015      | Leucate     | Frankreich | Freestyle |
| 25. Juli bis 3. August 2019 | Costa Calma | Spanien    | Freestyle |

### Weitere Erfolge
- Belgischer Meister Freestyle 2006, 2007[1]
- Niederländischer Meister Freestyle 2008[1]
- 1. Platz EFPT 2009 (Europameister)[5]
- 1. Platz EFPT 2010 (Europameister)[6]
- 1. Platz EFPT 2013 (Europameister)[7]
- 1. Platz EFPT 2014 (Europameister)[8]
- 1. Platz EFPT 2016 (Europameister)[10]